# 辛童
辛童（1502年—1561年），字秉忠，一字吉卿，山東青州府安丘縣人，民籍。

## 生平
十二月初五日生，行四，治《易經》，由縣學生中式嘉靖十年（1531年）辛卯科山東鄉試第二十三名舉人，年三十一歲中式嘉靖十一年壬辰科會試中式第二百六名，第二甲第四十二名進士。觀刑部政，授刑部主事，歷員外郎，郎中，陝西僉事，山西參議。

## 家族
曾祖辛貴；祖辛曾；父辛祥；母楊氏。具慶下，妻欒氏，兄永；憲；宗。從兄辛樂，字宗韶，嘉靖四年乙酉科舉人，起家洛陽縣學訓導，升開封府學教授，擢榆次令，卒于官。